# أعشى بني ربيعة
أبو عبد الله عبد الله بن خارجة بن حبيب يعرف عمومًا بـأعشى بني ربيعة أو نادرًا بـأعشى بني شيبان (؟ - ق. 718) شاعر عربي من أهل القرن السابع الميلادي. ولد بالكوفة ونشأ بها، مدح كثيرًا من الخلفاء والولاة الأمويين وكان شديد التعصّب لهم، وأكثرَ من هِجاء العلويّين والخوارج والزبيريّين. أورد أبو تمام في الحماسة قطعتين من شعره. 

## سيرته
هو أبو المغيرة وأبو عبد الله عبد الله بن خارجه بن حبيب بن قيس بن عمرو بن حارثة بن أبي ربيعة بن ذهل بن شيبان بن ثعلبة الحصين بن عكابة بن صعب بن علي بن بكر بن وائل بن قاسط بن هنب بن أفصى بن دعمي بين جديلة بن أسد بن ربيعة بن نزار.

ولد في الكوفة ونشأ بها.

كان يقدم على الشام يمدح عبد الملك بن مروان قبل أن خرج إلى حرب عبد الله بن الزبير. ثم إنه اتّصل بالحجاج بن يوسف، بعد أن تولّى الحجّاج الكوفة (75 هـ -694 م). و نال أعشى حظوة عنده، و لكنّ الحجّاج غضب منه مرّة لأنه مدح عبد اللّه بن الجارود. 

توفي أعشى بني ربيعة في عقد 90 هـ/ 700 م أو حوالي 718 م/ 100 هـ وقد سنّ طويلًا. 

## شعره
هو شاعر مجيد له قصيد و رجز، كما أن له نثرا جيّدا. و شعره سهل عليه طلاوة و فيه متانة. و فنون شعره هي المديح، و فيها شيء من العتاب و الحماسة و الحكمة. من شعره يمدح عبد الملك بن مروان:

## وصلات خارجية
- في بوابة الشعراء